# この街 (元ちとせの曲)
「この街」（このまち）は、元ちとせの3枚目のシングル。2002年11月7日にエピックレコードジャパンから発売された。

## 解説
NHK連続テレビ小説『まんてん』主題歌。2004年公開映画『苺の破片』主題歌。

## 収録曲
1. この街
（作詞:HUSSY-R、作曲:間宮工、編曲：羽毛田丈史）
2. ハミングバード
（作詞:岡本定義、作曲・編曲:岡本定義）
3. 凛とする [strings version]
（作詞:HUSSY-R、作曲・編曲:Eric Mouquet from Deep Forest）

## 収録アルバム
この街
- ノマド・ソウル
- 完全収録ライヴCD 元ちとせ「冬のハイヌミカゼ」 （ライブバージョン）
- 語り継ぐこと

ハミングバード
- 完全収録ライヴCD 元ちとせ「冬のハイヌミカゼ」 （ライブバージョン）

※本バージョンはアルバム未収録
凛とする-strings version-
- ハイヌミカゼ （オリジナルバージョン）

※本バージョンはアルバム未収録